# Г'юстон, Г'юстон, ти читаєш?
Г'юстон, Г'юстон, ти читаєш? (Houston, Houston, Do You Read?) — короткий феміністично-фантастичний роман Джеймса Тіптрі-молодшого (псевдонім Еліс Шелдон), опублікований 1976 року. 
1976 року він отримав премію «Неб'юла» за найкращу повість і премію «Г'юго» за найкращу повість. Вперше його переклав французькою мовою Жан-Данієль Брек у жовтні 1986 року у збірці оповідань «Золота книга наукової фантастики: Джеймс Тіптрі», виданій видавництвом Presses Pocket. Видавництво Le Bélial перевидало твір окремим томом у 2023 році у збірці «Одна світлова година» з оновленим перекладом Жана-Деніела Брека.

## Опис
«Г'юстон, Г'юстон, ти читаєш?» вперше з'явився в антології «Аврора: за межами рівності», упорядкованій Вондою Мак-Інтайр і Сьюзен Дж. Андерсон, опублікованій видавництвом Fawcett у травні 1976 року. Згодом вона була перевидана кілька разів (серед іншого в збірках оповідань Джеймса Тіптрі-молодшого «Зоряні пісні старого примата» 1978 року та «Її дим здіймався назавжди» 1990 року). У 1989 році новела була опублікована в м'якій обкладинці у збірці Tor Doubles (номер 11) разом з коротким романом «Душі» Джоанни Русс.

## Сюжет
Екіпаж із трьох астронавтів-чоловіків вирушає в найближче майбутнє в навколосонячну місію на космічному кораблі «Сонячний птах». Великий сонячний спалах пошкоджує їхній корабель і змушує їх дрейфувати та губитися в космосі. Вони неодноразово намагалися зв'язатися з НАСА в Г'юстоні, але безуспішно. Однак незабаром вони починають вловлювати дивні радіозв'язки.
Астронавти здивовані, що майже всі голоси жіночі, як правило, з сильним австралійським акцентом. Вони чують розмови на особисті теми (зокрема, про народження корови), а також незнайомі сленгові терміни. Спантеличені астронавти обговорюють різні теорії: галюцинації? приманка? ворожі сили намагаються їх обдурити? Астронавти записують і відтворюють розмови знову і знову, намагаючись зрозуміти, що відбувається. Незабаром вони розуміють, що ці невідомі люди знають їх і пропонують допомогу.
Спочатку командир «Сонячного птаха» відмовляється спілкуватися з ними, підозрюючи їхні мотиви. Продовжуючи благати астронавтів прийняти їхню пропозицію про порятунок, чоловіки з жахом слухають, як їхня місія описується в історичних термінах. Вони усвідомлюють, що їх занесло не лише в часі, а й у просторі, і що їхній політ загубився три століття тому. Їм розповідають про сучасну Землю в найпримітивніших подробицях: невизначений катаклізм скоротив людське населення до кількох мільйонів. Зрештою, «Сонячний птах» погоджується зустрітися з космічним кораблем «Глорія», щоб дозволити астронавтам безпечно вийти у відкритий космос.
«Глорія» для них є загадкою. Крім того, що на кораблі майже повністю жіночий екіпаж, корабель неохайний і захаращений рослинами та тваринами на борту. Технології, що використовуються на кораблі, не здаються їм дуже просунутими через такий довгий час; вони вважають дивним, що деякі функції працюють від велосипедів. Їхній культурний шок посилюється загадковими й неповними відповідями щодо Землі.
Поступово троє астронавтів збирають підказки зі спостережень та обмовки астронавток «Глорії». Хоча членкині екіпажу часто звертаються до своїх «сестер», немає жодної згадки про чоловіків, бойфрендів чи сім'ї. На борту є дві близнючки (на ім'я Джуді), але одна з них, здається, старша за іншу. Єдиний чоловік, підліток на ім'я Енді, здається напрочуд жіночним. Технології, наука і культура в цілому здаються відносно нерозвиненими, враховуючи століття, що минули.
Нарешті вони дізнаються правду. Чума знищила більшість людських життів, включаючи всіх чоловіків. Вижило лише близько 11 000 жінок, переважно зосереджених в Австралазії та кількох інших регіонах. Донедавна вони розмножувалися лише шляхом клонування, тому більшість жінок є клонами оригінальних 11 000 генотипів. Немовлят виховують разом у яслах, і всіх представниць кожного генотипу заохочують додавати свої історії до книги, яку передають для натхнення і виховання майбутніх сестер. Деякі генотипи отримують раннє лікування андрогенами (звідси Енді, якого астронавти вважали чоловіком), щоб збільшити їхню масу і силу для виконання більш фізичних завдань.
Екіпаж «Сонячного птаха» по-різному реагує на ці одкровення. Один капітан вбачає в цьому велику трагедію і вірить, що він був обраний Богом для того, щоб повернути жінкам їхнє призначення і поставити їх урівень з чоловіками як лідерок суспільства і сім'ї. Інший з нетерпінням чекає на мільйони жінок, які ніколи не знали дотику чоловіка, вважаючи, що вони не мають права на дотик. Інший з нетерпінням очікує перспективи мільйонів жінок, які не знали дотику чоловіка, вважаючи, що всі жінки сексуально незадоволені без чоловіка, і віддається жорстоким сексуальним фантазіям про домінування.
Третій член екіпажу — оповідач — відрізняється від двох інших тим, що він інтелектуал без особливого фізичного розвитку — інші двоє чоловіків зневажають його за його ботанські якості, і він згадує всі знущання, яких зазнав. Протягом багатьох років він був жертвою таких же чоловіків, як і вони. Він усвідомлює, що їхнє почуття вищості та важливості засліплює їх від того, що відбувається насправді: йому та його товаришам по команді дали психотропний препарат, який розгальмовує їх і змушує показувати своє «справжнє „я“» та висловлювати свої думки. Він розуміє, що риси насильства і домінування, які вони продемонстрували, неприйнятні в новому світі жінок, і що вони всі будуть вбиті, в тому числі і він сам. Він намагається пояснити їм, що хоча він і висловлював сексуальні думки агресивними і насильницькими словами, він ніколи не втілив би їх у життя. Жінки пояснюють, що у них навіть немає таких думок. Вони задоволені тим, що живуть у жіночому світі, і не хочуть бути лідерками. Їхнє дослідження трьох астронавтів показало, що допуск чоловіків на Землю становив би неприйнятний ризик, тож тепер вони задовольняються вивченням чоловіків і отриманням корисної інформації та (у випадку надто закоханого астронавта) зразків сперми, ймовірно, з метою введення нових генів для створення нових генотипів.

## Дійові особи
Норман «Дейв» Девіс — астронавт у військовому званні майора, командир місії. Сильний прихильник християнської віри, і це мотивує його дії в історії. Дейв вірить, що жінки-клони були введені в оману і живуть у темряві. Він бачить себе месією, посланим Богом, щоб звільнити цих жінок від їхніх гріхів. Він хоче бути їхнім лідером і показати жінкам, як вони повинні діяти (згідно з його біблійною вірою). Дейв вважає, що жінки мусять підкорятися чоловікам і що вони не здатні керувати власним урядом, суспільством та економічними системами.
Бернард «Бад» Гейрр — астронавт і жорстокий альфа-самець. Зарозумілий і жорстокий, він вважає себе «богом», якому повинні поклонятися жінки-клони. Він прагне домінувати над жінками і контролювати їх як їхній лідер. Він вважає, що чоловіки кращі, сильніші та розумніші за жінок.
Оррен «Док» Лорімер — астронавт і науковець. Хоча роман написаний від третьої особи, він пропущений через очі Оррена Лорімера. Читачі можуть бачити його думки та емоції протягом всієї історії. Він бачить себе (і його бачать інші) «бета-самцем», який відчайдушно прагне стати «альфою», як його товариші по команді Бад і Дейв. Оррен Лорімер бореться зі своєю маскулінною ідентичністю і тим, що означає бути чоловіком. Навіть Бад і Дейв бачать у ньому більше схожого на жіночих клонів на кораблі, ніж на одного з членів їхньої команди.
Леді Блу — виконує обов'язки капітанки корабля «Глорія», хоча й не претендує на звання «капітана». Вона є найстаршою з клонів на кораблі, тому прагне бути лідеркою.
Конні — досить спокійна, і не хоче розголошувати інформацію про їхній світ Оррену Лорімеру. Вона найбільше спілкується, зокрема, з Орреном Лорімером. Вона та інші жінки бачать цих трьох чоловіків цікавими для спостереження, але зрештою небезпечними для їхнього способу життя.
Енді — більшу частину історії Енді вважається чоловіком. Однак вона — жінка, і їй рано почали вводити андрогени, щоб збільшити її фізичну силу для певних робіт. Інші Енді (або Кей) також отримували таке лікування, щоб компенсувати брак чоловічої статури, необхідної для ручної праці.
Джуді Паріс / Дакар — близнючки, обидві Джуді дуже балакучі та збудливі. Вони люблять ходити спортзалом і розмовляти одна з одною та з Орреном Лорімером. Саме вони розповідають Оррену, що всі вони — клони, і пояснюють, як зараз влаштований світ.

## Теми

### Фемінізм
Джеймс Тіптрі-молодший є письменницею-фантастасткою, яка стала відома своїм обговоренням статі та природи в 1970-х. Її короткий роман «Г'юстон, Г'юстон, ти читаєш?» має на меті допомогти зрозуміти природу нерівності, одночасно захищаючи права жінок. Авторка також звернулася до природи гендеру шляхом (де)натуралізації чоловічого насильства. За сюжетом, саме Дейв і Бад висловлюють найбільшу ненависть до жінок. Обоє мають сильну маскулінну ідентичність і вірять, що вони були послані в майбутнє, щоб «заповнити» життя жінок. Дейв і Бад вважають, що жінки не здатні самостійно керувати успішним суспільством. Хоча Лорімер теж чоловік, він бореться з маскулінністю. Він відчайдушно хоче спілкуватися з Дейвом і Бадом на чоловічому рівні. 
Авторка виражає кожного персонажа-чоловіка з замаскованою мізогінією, щоб показати реалії дискримінації жінок. Кожен чоловік дискримінує жінок по-своєму. Дейв використовує своє біблійне християнство як виправдання і пояснення того, чому чоловіки вищі за жінок. Він вірить, що Бог розпорядився, щоб жінки були покірними чоловікам у всьому. Бад, навпаки, не є християнином, але вірить, що він (і всі чоловіки) настільки бажані для жінок, що вони не можуть жити без нього. Він вважає, що жінки нерозумні і фізично слабкі, а тому біологічно нижчі за чоловіків. Він досить відкрито проявляє жінконенависництво, яке переростає у фізичне насильство. Дейв вважає себе Богом, посланим у майбутнє, щоб завойовувати жінок і підкоряти їх, бо він чоловік і «ідеальний» лідер, який знає, як краще. Дейв використовує свою релігію як вагоме пояснення для підкорення жінок. Нарешті, Лорімер не хоче визнати, що вважає жінок нижчими за чоловіків. Він бореться зі своїми плотськими бажаннями домінувати над жінками, ґвалтувати і знущатися над ними. Однак Лорімер усвідомлює неприйнятність цих бажань і намагається захистити жінок. Слід зазначити, що єдиною причиною, чому Лорімер намагається заспокоїти цих жінок, а не домінувати над ними, є те, що вони мають владу. Якби ситуація була іншою, небезпідставно припустити, що Лорімер підтримав би Дейва і Бада і фізично, психологічно та емоційно домінував би над цими жінками, контролював би їх і жорстоко поводився з ними. Хоча Лорімер не є «альфа-самцем», як його колеги-астронавти, він має глибоке бажання зберегти свої чоловічі якості. Лорімер наслідує Дейва і Бака в тому, як вони ставляться до жінок. Риси характеру Лорімера впливають на сюжет, адже його вчинки доводять, що чоловікам притаманні подібні якості. Хоча Лорімер не є суворим персонажем, у глибині душі він також виражає відтінки мізогінії. Авторка використовує образ Лорімера, щоб показати, що всі чоловіки мають схожі бажання.

### Чоловіче насильство
«Г'юстон, Г'юстон, ти читаєш?» домінує тема чоловічого насильства. Наркотики, які чоловіки отримують на «Глорії», змушують їх висловлювати всі свої думки усно, але неусвідомлено. Це дозволяє жінкам екіпажу отримати уявлення про те, що відбувається в їхніх головах. З останніх абзаців можна зробити висновок, що жінки насправді ніколи не збиралися повернути чоловіків на Землю живими, оскільки це становило б завеликий ризик для їхнього способу життя. Леді Блу сказала Лорімеру: «Але битва вже давно закінчилася. Гадаю, вона закінчилася разом з тобою. Ми не можемо дозволити собі відпустити тебе на Землю, і у нас немає умов для людей, які страждають від твоїх емоційних проблем». Жінки Землі більше не звикли до насильства, яке чоловіки увічнили, коли також населяли Землю. 
Демонстрація чоловічого насильства досягає апогею, коли Бад нападає на Джуді. Він проявляє сексуальне насильство, не турбуючись про згоду чи безпеку. Його єдина мета — це власне задоволення, а заподіяння болю жінкам у процесі його не хвилює. Однак Бад не єдиний із трьох чоловіків, схильний до насильства. Дейв показує свою жорстокість, коли розмахує пістолетом, намагаючись взяти командування над жінками через погрозу насильства. Жінки залишаються непохитними і за допомогою Лорімера знезброюють його, усуваючи загрозу, яку він становив для них. Лорімер — найменш агресивний з трьох, але це не означає, що він позбавлений насильницьких нахилів. У нього також є фантазії про зґвалтування, які він висловлює через наркотики. Лорімер зачаровано спостерігає за тим, як Бад ґвалтує Джуді. Він не хоче, щоб Бад зупинився, але знає, що ситуація насильницька і неприйнятна. Усі троє чоловіків демонструють свою насильницьку природу, зокрема сексуальну. Жінки бачать це і переконуються, що такого типу насильства на Землі більше не існує. Вони вирішують, що дозволити цим чоловікам жити становить завеликий ризик для їхнього суспільства через чоловіче насильство, яке послідує за появою цих трьох чоловіків у їхньому світі.

### Екофемінізм
Корабель обладнаний теплицею, яка діє як система утилізації відходів і постачання кисню. Відходи удобрюють рослини, які поглинають CO2 і сонячне світло, коли вікна повернуті до сонця, а потім викачують кисень. Астронавтки також тримають на борту тварин: серед них цвіркуни, кури та ігуани. Жінки поєднали технології та природу, щоб отримати найкраще з обох. Жінки Землі, здається, дуже стурбовані станом довкілля, і ця прихильність до природи не ігнорується навіть у космосі. Автор Мерфі Грем припускає, що ці жінки також виявляють комахоподібні тенденції: поведінка жінок у космічному кораблі схожа на поведінку бджолиного вулика чи мурашиної колонії, вони працюють разом заради спільної мети. Як наслідок, саботаж і насильство всередині їхнього виду рідкісні, якщо не відсутні. Лорімер зауважує цей менталітет вулика, коли спостерігає за двома жінками, які розмовляють під час вправи: «…як мурахи, думає він. Вони труться вусиками щоразу, коли зустрічаються».

### Релігія як фортеця
Дейв сприймає жінок як загублених овець через відсутність контролю з боку чоловічої фігури. Джеймс Тіптрі-молодший бере ідеали релігійних утисків у патріархальному суспільстві та намагається реалізувати їх у цьому матріархальному просторі. Дейв займає місце лідера-чоловіка, попри те, що його мета — підпорядкувати жінок Божому контролю. Однак, як і багато хто в минулому, Дейв не проповідує вищу силу в жодній формі; лише він бачить у цьому вигоду.

## Адаптації та впливи
«Г'юстон, Г'юстон, ти читаєш?» була адаптована як радіодрама для серіалу Sci-Fi Radio National Public Radio. Спочатку вона транслювалася двома півгодинними випусками 4 і 11 лютого 1990 року.
«Г'юстон, Г'юстон, ти читаєш?» згадується в діалогах у першому випуску постапокаліптичного коміксу «Y, останній чоловік», написаного Браяном Воном, який також зображує чуму, яка вбиває всіх чоловіків, трьох астронавтів, які вижили на орбіті, і нове жіноче суспільство, яке виживає завдяки клонуванню.